# Núcleos de Apoio à Saúde da Família
Os Núcleos de Apoio à Saúde da Família (NASF) eram compostos por equipes multiprofissionais que tinham como objetivo fortalecer a atenção primária à saúde (APS) no Brasil e ampliar seu escopo de atuação. As equipes NASF deviam atuar de forma integrada e colaborativa com as equipes de Saúde da Família. Previa-se que esta interação entre ambas as equipes promovesse a corresponsabilidade entre os diversos sujeitos implicados no cuidado, atribuindo aos núcleos uma função de retaguarda especializada com atuação no mesmo espaço da APS.
A concepção do processo de trabalho destas equipes multiprofissionais tiveram como forte referencial teórico-metodológico o conceito de apoio matricial, que destaca a importância do intercâmbio de práticas e saberes e da articulação pactuada das ações entre os diferentes profissionais para o alcance do objetivo de ampliar a capacidade de resolução deste nível de cuidado, bem como a abrangência de serviços oferecidos (integralidade) e a coordenação do cuidado.
As equipes NASF foram criadas pelo Ministério da Saúde, em 2008, através da Portaria nº 154, de 24 de janeiro de 2008, republicada em 4 de março de 2008. A partir da publicação da Portaria nº 635, de 22 de maio de 2023, um novo modelo de interprofissionalidade, denominado de eMulti (equipes multiprofissionais), substituiu os antigos NASF.